# 엘리 아브람
엘리 아브람(Elli Avram, 1990년 7월 29일 ~ )은 스웨덴의 배우로, 인도 연예계에서 활동하는 인물이다.